# Las Vegas Bowl 2021
Match précédent Match suivant
Le Las Vegas Bowl 2021 est un match de football américain de niveau universitaire joué après la saison régulière de 2021, le 30 décembre 2021 au Allegiant Stadium situé à Paradise dans l'État d3 Nevada aux États-Unis. 
Il s'agit de la 29e édition de l'Las Vegas Bowl.
Le match met en présence l'équipe des Badgers du Wisconsin issue de la Big Ten Conference et l'équipe des Sun Devils d'Arizona State issue de la Pacific-12 Conference.
Il débute vers 19 h 30 locales (le 31 décembre vers 1 h 30 en France) et est retransmis à la télévision par ESPN.
Sponsorisé par la société SRS Distribution, le match est officiellement dénommé le 2021 SRS Distribution Las Vegas Bowl. 
Wisconsin gagne le match sur le score de 20 à 13.

## Présentation du match
Il s'agit de la 5e rencontre entre les deux équipes, Arizona State menant les statistiques avec 3 victoires pour 1 à Wisconsin :
| Saison | Date              | Vainqueur     | Score   | Perdant       | Compétition                                  |
| ------ | ----------------- | ------------- | ------- | ------------- | -------------------------------------------- |
| 2013   | 14 septembre 2013 | Arizona State | 32 - 30 | Wisconsin     | Saison régulière, match joué à Arizona State |
| 2010   | 18 septembre 2010 | Wisconsin     | 20 - 19 | Arizona State | Saison régulière, match joué à Wisconsin     |
| 1968   | 21 septembre 1968 | Arizona State | 55 - 07 | Wisconsin     | Saison régulière, match joué à Arizona State |
| 1967   | 30 septembre 1967 | Arizona State | 42 - 16 | Wisconsin     | Saison régulière, match joué à Wisconsin     |

| Équipes                                                              | Conférences | Entraîneurs                   | Stats. saison rég. | Classements avant le bowl | Classements avant le bowl | Classements avant le bowl |
| -------------------------------------------------------------------- | ----------- | ----------------------------- | ------------------ | ------------------------- | ------------------------- | ------------------------- |
| Équipes                                                              | Conférences | Entraîneurs                   | Stats. saison rég. | CFP                       | AP                        | Coaches                   |
| Badgers du Wisconsin                                                 | B1O         | Paul Chryst (en) (7e saison)  | 8 - 4              | NC                        | NC                        | NC                        |
| Sun Devils d'Arizona State                                           | Pac-12      | Herm Edwards (en) (4e saison) | 8 - 4              | NC                        | NC                        | NC                        |
| - Équipe donnée favorite par les bookmakers : Wisconsin par 8 points |             |                               |                    |                           |                           |                           |

### Badgers du Wisconsin
Avec un bilan global en saison régulière de 8 victoires et 4 défaites (6-3 en matchs de conférence), Wisconsin est éligible et accepte l'invitation pour participer auLas Vegas Bowl de 2021.
Ils terminent 3e de la Division Ouest de la Big Ten Conference derrière no 15 Iowa et Minnesota.
À l'issue de la saison 2021 (bowl non compris), ils n'apparaissent pas dans les classements CFP, AP et Coaches.
Il s'agit de leur 1re participation au Las Vegas Bowl.
| Logo     | Postes          | Joueurs                                            | Statistiques                                                      |
| -------- | --------------- | -------------------------------------------------- | ----------------------------------------------------------------- |
|          | Quarterback     | Graham Mertz                                       | 158/269 passes réussies pour 1 821 yards, 9 TDs, 10 interceptions |
| Coureur  | Braelon Allen   | 157 courses pour 1 109 yards nets gagnés et 12 TDs |                                                                   |
| Receveur | Danny Davis III | 32 réceptions pour 478 yards et 2 TDs              |                                                                   |

### Sun Devils d'Arizona State
Avec un bilan global en saison régulière de 8 victoires et 4 défaites (6-3 en matchs de conférence), Arizona State est éligible et accepte l'invitation pour participer au Las Vegas Bowl de 2021.
Ils terminent 2e de la division Sud de la Pacific-12 Conference à égalité avec UCLA et derrière no 11 Utah.
À l'issue de la saison 2021 (bowl non compris), ils n'apparaissent pas dans les classements CFP, AP et Coaches.
Il s'agit de leur 3e participation au Las Vegas Bowl :
| Saisons | Dates            | Vainqueurs       | Scores  | Finalistes    | Bilan     |
| ------- | ---------------- | ---------------- | ------- | ------------- | --------- |
| 2018    | 15 décembre 2018 | #21 Fresno State | 31 - 20 | Arizona State | D : 0 - 2 |
| 2011    | 22 décembre 2011 | Boise State      | 56 - 24 | Arizona State | D : 0 - 2 |

| Logo     | Postes         | Joueurs                                            | Statistiques                                                      |
| -------- | -------------- | -------------------------------------------------- | ----------------------------------------------------------------- |
|          | Quarterback    | Jayden Daniels                                     | 186/280 passes réussies pour 2 221 yards, 10 TDs, 9 interceptions |
| Coureur  | Rachaad White  | 182 courses pour 1 006 yards nets gagnés et 15 TDs |                                                                   |
| Receveur | Ricky Pearsall | 44 réceptions pour 515 yards et 4 TDs              |                                                                   |